# Harald Rindler

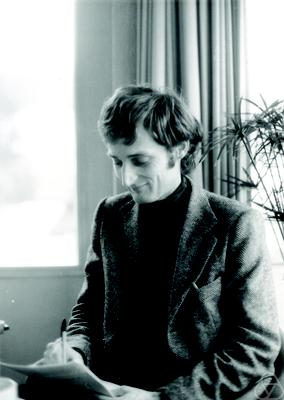
Harald Rindler 1976

Harald Rindler (* 4. November 1948 in Techendorf, Gemeinde Weißensee in Kärnten) ist ein österreichischer Mathematiker und Universitätsprofessor für Mathematik.

## Leben
Harald Rindler besuchte die Volksschule in Techendorf und anschließend das Bundesrealgymnasium Villach, wo er 1967 mit Auszeichnung maturierte. Danach leistete er als Einjährig-Freiwilliger für die Dauer von 13 Monaten den Präsenzdienst ab.
Mit dem Wintersemester 1968/69 begann er an der Universität Wien das Studium Mathematik und Physik, welches er durch Teilstudien in den Fächern Philosophie, Geschichte, Theologie, Musik und Russisch ergänzte.
1972 promovierte er zum Doktor der Philosophie bei Johann Cigler mit Themen aus der Ergodentheorie. 1976 erfolgte die Ernennung zum Universitätsdozent aus Mathematik, seit 1980 ist Harald Rindler Universitätsprofessor. 1988 wurde er zum Vorstand des Instituts für Mathematik an der Universität Wien berufen. Von 2004 bis 2016 war er Dekan der Fakultät für Mathematik.

## Zitate
- „Österreich braucht viel mehr MathematikerInnen.“[2]

## Publikationen (Auswahl)
- Dissertation: Einige Probleme aus der Ergodentheorie und der Theorie der Gleichverteilung auf kompakten Gruppen, 1972
- Gleichverteilte Folgen von Operatoren, Compositio Mathematica 29, S. 201–211, 1974, online (PDF; 866 kB)
- Gleichverteilte Folgen in lokalkompakten Gruppen, Monatshefte für Mathematik 82, S. 207–235, 1976
- mit Viktor Losert: Uniform distribution and the mean ergodic theorem, Inventiones Mathematicae 50, S. 65–74, 1978/79